# Врагово
Врагово — деревня в Междуреченском районе Вологодской области на реке Малая Козланга.
Входит в состав Сухонского сельского поселения (с 1 января 2006 года по 8 апреля 2009 года была центром Враговского сельского поселения), с точки зрения административно-территориального деления — центр Враговского сельсовета.
Расстояние до районного центра Шуйского по автодороге — 10 км. Ближайшие населённые пункты — Середнево, Аксентово, Калитино, Малое Макарово, Пешково, Щипино.
По переписи 2002 года население — 464 человека (229 мужчин, 235 женщин). Преобладающая национальность — русские (95 %).